# Seznam osebnosti iz Občine Sveti Tomaž
Sveti Tomaž
Seznam osebnosti iz Občine Sveti Tomaž vsebuje osebnosti, ki so se tu rodile, delovale ali umrle.
Občina Sveti Tomaž obsega 16 naselij: Bratonečice, Gornji Ključarovci, Gradišče, Hranjigovci, Koračice, Mala vas pri Ormožu, Mezgovci, Pršetinci, Rakovci, Rucmanci, Savci, Sejanci, Senčak, Senik, Sveti Tomaž, Trnovci in Zagorje.

## Gospodarstvo, kmetijstvo
- Franc Škerlec, kmetovalec (1869, Savci – 1931, Vičanci)

## Religija
- Jakob Cajnkar, duhovnik, narodni buditelj in pisec (1847, Savci – 1934, Središče ob Dravi)
- Fran Ksaver Meško, duhovnik in pisatelj (1874, Gornji Ključarovci – 1964, Slovenj Gradec)

## Politika, pravo, vojska
- Jakob Meško, duhovnik, narodni buditelj in pisec (1824, Savci – 1900, Juršinci)
- Vinko Kukovec, stavbenik, tesar, politik, župan, član Sokolov (1870, Koračice – 1949, Lahonci)
- Anton Meško, politični delavec, župan (1871, Gornji Ključarovci – 1949, Lahonci)
- Vekoslav Kukovec, politik, pravnik, odvetnik, minister (1876, Koračice – 1951, Celje)
- Alojzij Voršič, pravnik, politik, župan (1888, Bratonečice – 1973, Argentina)
- Josip Voršič, pravnik in odvetnik (1903, Bratonečice – 1945, Ljubljana)
- Vinko Megla, komunist in narodni heroj (1922, Sveti Tomaž – 1945, Mala vas pri Ormožu)
- Miroslav Luci, zdravnik, politik, župan Mestne občine Ptuj (1946, Sveti Tomaž – )

## Znanost
- Ivan Ambrož, gradbenik, profesor, predstojnik poklicne gradbene šole in odbornik Planinskega društva Maribor Matica (1919, Senik – 2009, Maribor)

## Kultura
- Fran Nedeljko, mladinski in ljudski pisatelj (1858, Rakovci – 1931, Ljubljana)
- Matija Zemljič, duhovnik, pesnik in prevajalec (1873, Gornja Radgona – 1934, Tomaž pri Ormožu)
- Stanko Cajnkar, duhovnik, dramatik, pisatelj, esejist in urednik (1900, Savci – 1977, Ljubljana)
- Ivan Skuhala, duhovnik, nabožni pisatelj, prevajalec in pripovednik (1847, Sveti Tomaž – 1903, Ljutomer)
- Zora Rupena, učiteljica, partizanka, urednica časopisa Slovenka (1920, Mirna Peč – 1945, Mala vas pri Ormožu)
- Ivan Macun, literarni zgodovinar, jezikoslovec, šolnik in publicist (1821, Trnovci – 1883, Gradec)

## Osebnosti, ki so pustile sled
- Mirko Cvetko, transportni komercialist, župan Občine Sveti Tomaž (1966, Ptuj – )